# Madonna della farfalla
Madonna della farfalla, è un dipinto del pittore veronese Giovan Francesco Caroto.